# La partitura secreta
La partitura secreta es una Serie de televisión web de Drama, Fantasía y Misterio mexicana, producida por estudios Teleméxico para Disney+, protagonizada por Val Dorantes, Juanma Piano, Michelle Almaguer, Daniel Abrego, Leonardo Lotina, Natalia Coronado, Mónica Plehn, César Acosta y José Peralta. Se estrenó el 17 de abril de 2024. 

## Sinopsis
Maya, una joven de 16 años, se inscribe en un prestigioso conservatorio para buscar respuestas sobre la misteriosa desaparición de su novio Leo, quien era estudiante en el reconocido Conservatorio Staqui. Junto con un grupo de amigos, Maya encuentra una enigmática partitura que, al tocarla, les concede habilidades especiales. Intentan mantener este hallazgo en secreto, sin sospechar que corren peligro, ya que alguien más en el conservatorio está tras la partitura con intenciones oscuras.

## Elenco
- Val Dorantes: Maya [4]
  - Penélope Rodríguez: Maya (niña)[4]
- Juanma Piano: Max [4]
- Michelle Almaguer: Nati [4]
- Daniel Abrego: Tenoch [4]
- Leonardo Lotina: Andy [4]
- Natalia Coronado: Connie [4]
- Mónica Plehn: Pau [4]
- César Acosta: Rafa [4]
- José Peralta: Leo [4]
  - Massimo Boriani Santana: Leo (niño) [4]
- David Angulo: Gael [4]
- Emmanuel Okaury: Dod [4]
- Julieta Ortiz: La mayora Rosa Chimal [4]
- Paola Gómez: Catalina [4]
- Diego Sandoval: Pepe Madrazo [4]
- Sara Montalvo: Elena [4]
- Diana Quijano: Rebeca [4]
- Valeria Lorduguin: Bertha [4]
- Yosef Aceves: Gonzalo [4]
- Francisco de la Reguera: Ángel Espinosa [4]

## Episodios
| N.º                                                                                              | Título                   | Fecha de emisión original |
| ------------------------------------------------------------------------------------------------ | ------------------------ | ------------------------- |
| 1                                                                                                | «En clave de caos»       | 17 de abril de 2024       |
| Buscando a su novio desaparecido, maya llega a un conservatorio lleno de secretos.               |                          |                           |
| 2                                                                                                | «Peligro, tocata y fuga» | 17 de abril de 2024       |
| Los chicos empiezan a controlar los poderes y descubren que están en peligro.                    |                          |                           |
| 3                                                                                                | «Escala en el paraíso»   | 17 de abril de 2024       |
| El descontrol por los poderes mete a los chicos en problemas.                                    |                          |                           |
| 4                                                                                                | «Hallazgo fortíssimo»    | 17 de abril de 2024       |
| Los chicos espían y persiguen a Gael sin saber que rafa y los villanos los están espiando.       |                          |                           |
| 5                                                                                                | «Falsetto andante»       | 17 de abril de 2024       |
| Todos empiezan a revelar sus cartas. La partitura y los chicos están en peligro.                 |                          |                           |
| 6                                                                                                | «Contra las cuerdas»     | 17 de abril de 2024       |
| Los chicos están cerca de descubrir que ocurrió con Leo cuando aparece el verdadero villano.     |                          |                           |
| 7                                                                                                | «Código Staqui»          | 17 de abril de 2024       |
| Los chicos deben volver a recuperar los poderes y descifrar el mensaje del Theremín              |                          |                           |
| 8                                                                                                | «Pulso final»            | 17 de abril de 2024       |
| Los chicos van tras Gael. Es la clave para traer a Leo devuelta y obtener la partitura completa. |                          |                           |

## Premios y nominaciones
| Lista de premios y nominaciones | Lista de premios y nominaciones | Lista de premios y nominaciones          | Lista de premios y nominaciones                        | Lista de premios y nominaciones | Lista de premios y nominaciones |
| Año                             | Organización                    | Categoría                                | Nominado/a(s)                                          | Resultado                       | ref                             |
| ------------------------------- | ------------------------------- | ---------------------------------------- | ------------------------------------------------------ | ------------------------------- | ------------------------------- |
| 2024                            | Produ Awards                    | Mejor serie juvenil musical              | La partitura secreta                                   | Nominado                        | [ 5 ]                           |
| 2024                            | Produ Awards                    | Mejor dirección - serie infantil/juvenil | Juan Carlos De Llaca                                   | Nominado                        | [ 5 ]                           |
| 2024                            | Produ Awards                    | Mejor dirección de arte                  | Diego Rodriguez Pucheta                                | Nominado                        | [ 5 ]                           |
| 2024                            | Produ Awards                    | Mejor compositor musical                 | Canejo!: Damián Mahler, Federico Vilas y Mauro Frances | Nominado                        | [ 5 ]                           |
| 2024                            | Produ Awards                    | Mejor actor protagónico infanto/juvenil  | Juanma Piano                                           | Nominado                        | [ 5 ]                           |
| 2024                            | Produ Awards                    | Mejor actor revelación                   | Juanma Piano                                           | Nominado                        | [ 5 ]                           |
| 2024                            | Produ Awards                    | Mejor actriz revelación                  | Val Dorantes                                           | Nominada                        | [ 5 ]                           |